# سینت مارتن، هلند شمالی
سینت مارتین (به هلندی: Sint Maarten) یک منطقهٔ مسکونی در هلند است که در اسخاخن واقع شده است. سینت مارتین ۹۰۰ نفر جمعیت دارد.